# Djamolidine Abdoujaparov
Dzhamolidin Abduzhaparov, também escrito como Djamolidine Abdoujaparov (em russo:  Джамолидин Абдужапа́ров; n. Tasquente, 28 de fevereiro de 1964), apelidado O califa ou O terror de Tashkent, é um ciclista uzbeco retirado, profissional entre os anos 1990 e 1997, durante os quais conseguiu 54 vitórias.

## Carreira profissional
Antes de passar ao ciclismo profissional, Abdou obteve bons resultados nas categorias inferiores, chegando a proclamar-se campeão em estrada da União Soviética. Foi 5.º na prova de estrada dos Jogos Olímpicos de Verão de 1988, que competiu pela União Soviética. Posteriormente disputou os Jogos Olímpicos de Verão de 1996, desta vez com a bandeira da sua Uzbequistão natal, já independente.
Excelente sprinter, conseguiu vitórias de etapa nas três Grandes Voltas ao obter 7 vitórias na Volta a Espanha, 1 no Giro d'Italia e 9 no Tour de France. Também conseguiu a classificação por pontos da Volta (1992), do Giro (1994) e do Tour (1991, 1993 e 1994).
Era famoso pelo seu agressivo estilo de sprintar, e por mover excessivamente a sua bicicleta e os braços, num movimento aparentemente aleatório, com o que conseguiu uns quantos inimigos no pelotão e mais de uma queda aparatosa arrastando vários ciclistas com ele, sendo a mais famosa provavelmente na última etapa do Tour de France em 1991, onde a 100 metros da meta, acaba esbarrando contra as barreiras de proteção e provocando uma queda monumental com vários outros ciclistas. Apesar da queda e das lesões, vários colegas de equipe o ajudaram a cruzar a meta e terminar a etapa, lhe garantindo a vitória na camisola verde, que corresponde ao vencedor por pontos da mais famosa corrida ciclista do mundo.

## Palmarés

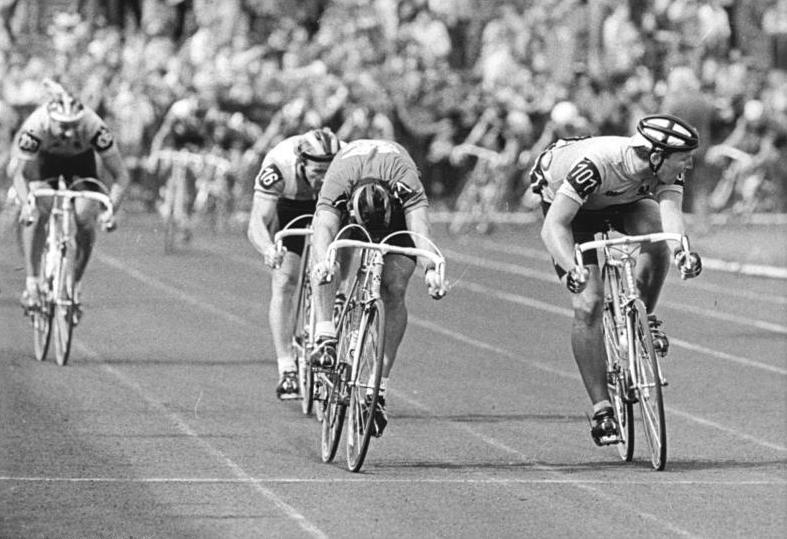
Abdoujaparov, no centro da imagem, durante uma corrida na Alemanha em 1987 com a equipa soviética

| - 1985 - 1 etapa do Tour de l'Avenir - 1991 - 2 etapas do Tour de France, mais classificação por pontos - 2 etapas da Volta a Múrcia - Gante-Wevelgem - 1 etapa da Volta à Catalunha - Giro do Piamonte - 1992 - 4 etapas da Volta a Espanha, mais classificação por pontos - 2 etapas da Volta a Valência - 1993 - 3 etapas do Tour de France, mais classificação por pontos - 3 etapas da Volta a Espanha - 1 etapa da Volta à Suíça - 1994 - Polynormande - Memorial Rik Van Steenbergen - 2 etapas do Tour de France, mais classificação por pontos - 2 etapas da Paris-Nice - 2 etapas da Volta aos Países Baixos - 1 etapa do Giro d'Italia, mais classificação por pontos e classificação do Intergiro | - 1995 - 1 etapa do Tour de France - 1996 - 1 etapa do Tour de France - 1 etapa da Volta a Múrcia - 1 etapa da Tirreno-Adriático - 1997 - 2 etapas da Dauphiné Libéré - Tour de l'Oise - La Côte Picarde |

## Resultados em Grandes Voltas e Campeonato do Mundo
| Carreira           | 1990  | 1991  | 1992  | 1993 | 1994 | 1995 | 1996 | 1997 |
| ------------------ | ----- | ----- | ----- | ---- | ---- | ---- | ---- | ---- |
| Giro d'Italia      | 132.º | 116.º | Ab.   | -    | 44.º | -    | Ab.  | -    |
| Tour de France     | 145.º | 85.º  | F.c.  | 76.º | 57.º | 56.º | 78.º | Exp. |
| Volta a Espanha    | Ab.   | -     | 105.º | 63.º | -    | Ab.  | -    | -    |
| Mundial em Estrada | -     | -     | -     | -    | -    | -    | -    | -    |